# L'album di...Lucio Dalla
L'album di Lucio Dalla è una raccolta del musicista emiliano, pubblicata nel 1983. Si tratta della prima raccolta di ampio respiro fatta uscire sul mercato discografico, essa infatti conta ben 31 brani. All'epoca dell'uscita in vinile la raccolta era suddivisa in 3 parti. Con l'uscita sul mercato anche del formato CD le parti si sono ridotte a due. Ancora oggi la compilation può essere reperibile in ambedue i formati. Il doppio CD passa in rassegna tutti i più grandi successi di Dalla, dalle origini, fino alla pubblicazione di Lucio Dalla (Q Disc), del 1981.

## Tracce

### Disco 1
1. Il Cielo: 3:20
2. Lucio Dove Vai: 2:50
3. Il Fiume E La Città: 3:52
4. Sylvie: 3:19
5. Itaca: 4:13
6. La Casa In Riva Al Mare: 4:00
7. Cos'È Bonetti?: 1:47
8. Un Uomo Come Me: 3:30
9. 4/3/1943: 3:46
10. Piazza Grande: 3:16
11. Anna Bellanna: 3:26
12. Sulla Rotta Di Cristoforo Colombo: 3:41
13. Pezzo Zero: 3:00
14. Un'Auto Targata TO: 4:29
15. La Canzone Di Orlando: 1:43
16. Anidride Solforosa: 5:16
17. Nuvolari: 5:31
18. Il Cucciolo Alfredo: 5:17

### Disco 2
1. Quale allegria: 4:28
2. Disperato Erotico Stomp: 5:07
3. Anna E Marco: 5:14
4. Milano: 3:28
5. Cosa sarà: 4:20
6. Come È Profondo Il Mare: 6:20
7. L'Ultima Luna: 5:41
8. Stella Di Mare: 6:33
9. L'anno che verrà: 4:26
10. Balla Balla Ballerino: 5:52
11. Cara: 6:32
12. Futura: 5:49
13. Telefona tra Vent'Anni: 4:41